# Polarstern (kutatóhajó)

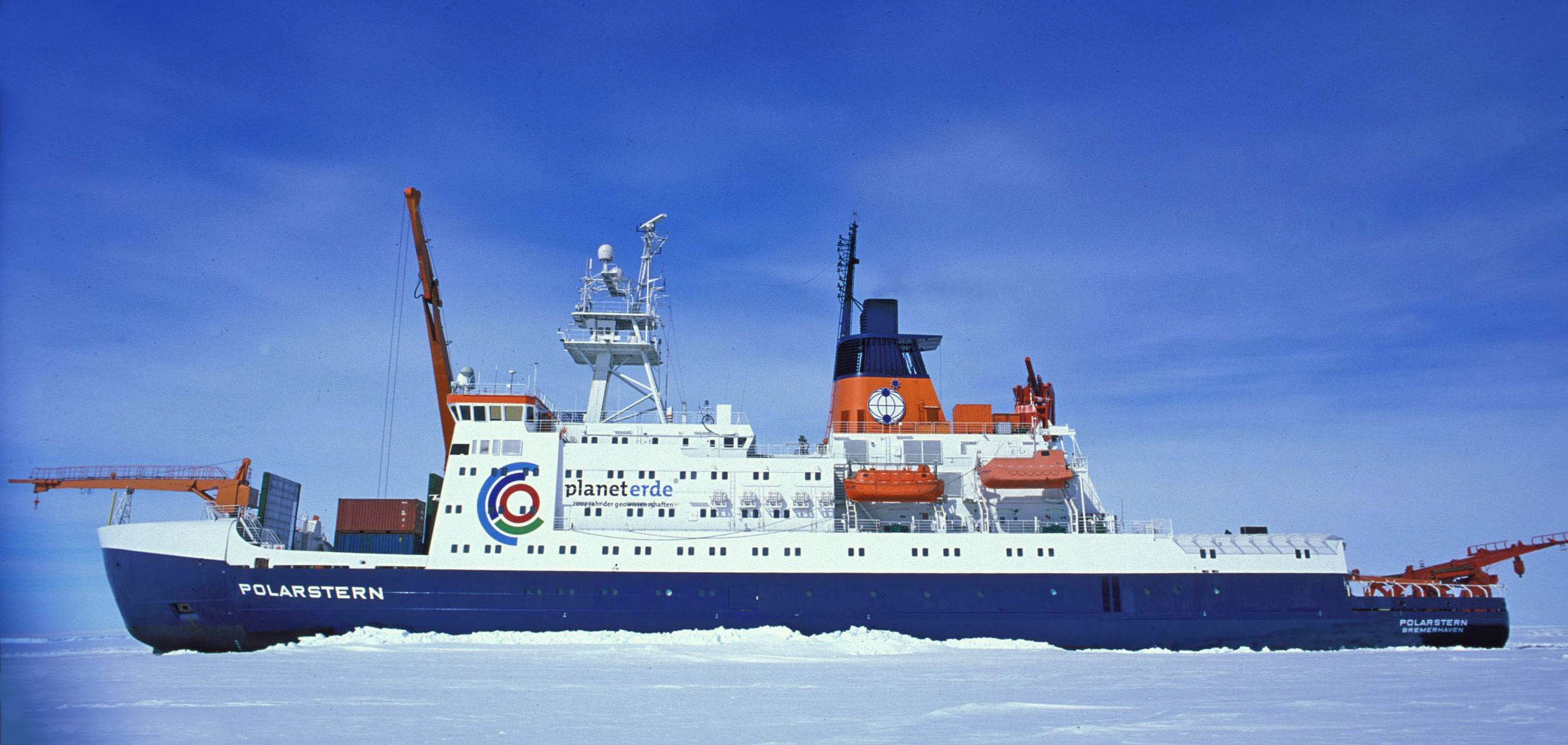
A Polarstern kutatóhajó az Antarktiszon

A Polarstern (Sarkcsillag) Antarktisz-kutató- és ellátóhajó egy kéthéjazatú, akár –50 Celsius-fokot is elviselő jégtörő, ami lehetővé teszi, hogy átteleljen a sarki tengerek jégtáblái között, és képes áttörni akár 1,5 méter vastag jeget is, körülbelül 5 csomó sebességgel. Az ennél vastagabb jégnél azonban az előrehaladást meg kell szakítania.

## Története
A hajót a Német Szövetségi Köztársaság által képviselt Oktatási és Kutatási Minisztérium, az Alfred Wegener Intézet, Helmholtz-központ Sark- és Tengerkutatási Intézet üzemelteti.
A Polarstern évente mintegy 310 napot tölt a tengeren. November és március között az Antarktisz vizein, míg a nyári hónapokban az északi-sarki vizeken tartózkodik.
A hajó biológiai, geológiai, geofizikai, glaciológiai kutatásokhoz szükséges eszközökkel van felszerelve, és kilenc kutatólaboratóriumot tartalmaz. A kutatási berendezések, mérőeszközök daruk és csörlők segítségével néha extrém mélységekben vannak elhelyezve. A készülékek mélységi határai akár a 10 000 métert is elérik, és akár 150 méter mélységben állnak a tenger fenekén a tudományos vizsgálatok rendelkezésére.
A fedélzeten a számítógépes rendszer folyamatosan méri és tárolja a meteorológiai, oceanográfiai és egyéb adatokat.
A hajó legénysége legfeljebb 44 főből áll, de a létesítmény további 50 főnek: tudósnak, technikusnak is munkát kínál.

## Műszaki adatok
- Teljes hossz:       118 m
- Szélesség:          max 25 m
- Magasság:           13,6 m
- Merülés:            max 11,2 m
- Maximális súly:      17 300 t
- Könnyűsúly:          11 904 t

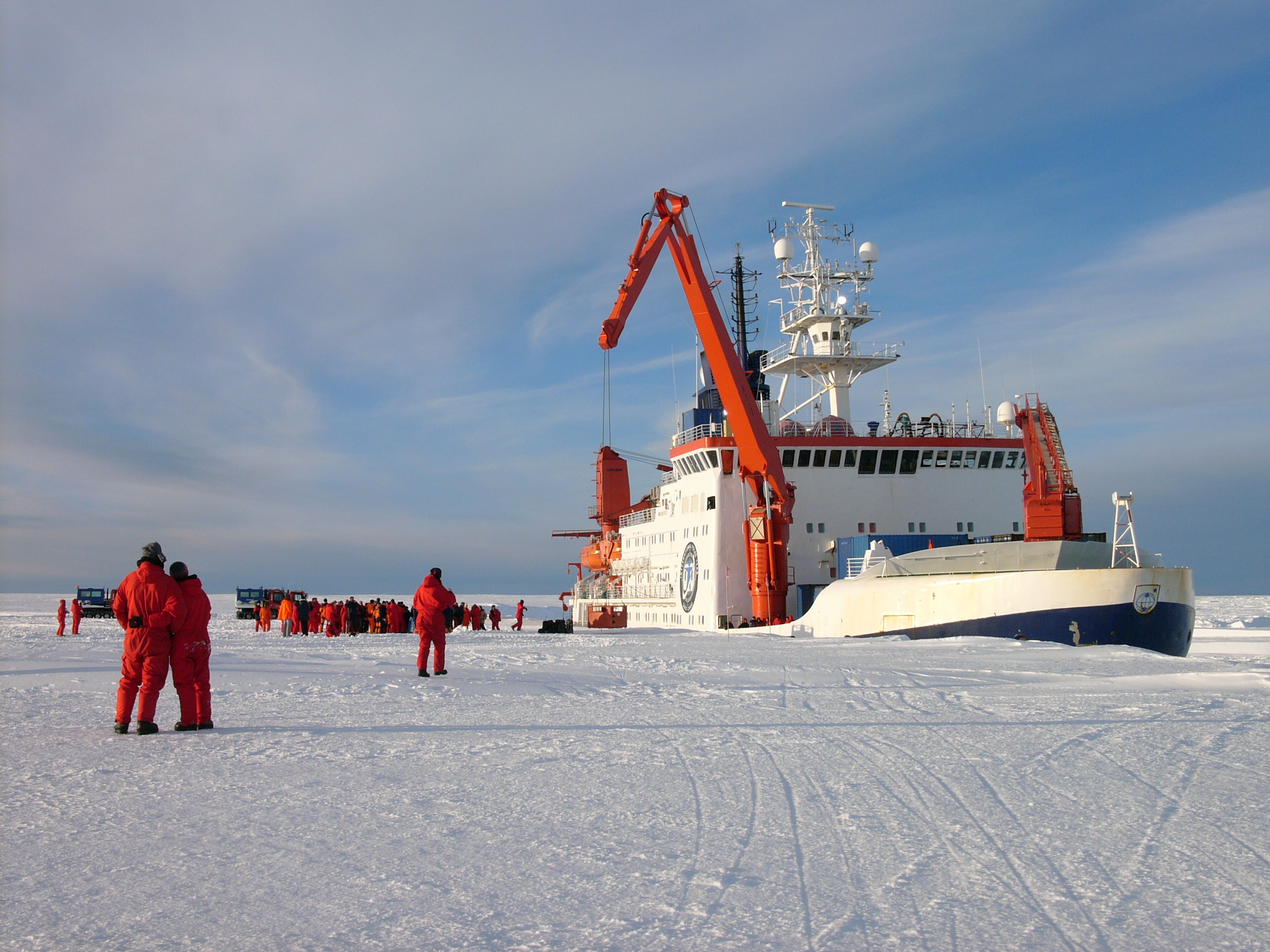

- Motor teljesítménye (4 motor) kb. 14 000 kW (20 000 LE)
- Maximális sebesség:   16 csomó

## Galéria

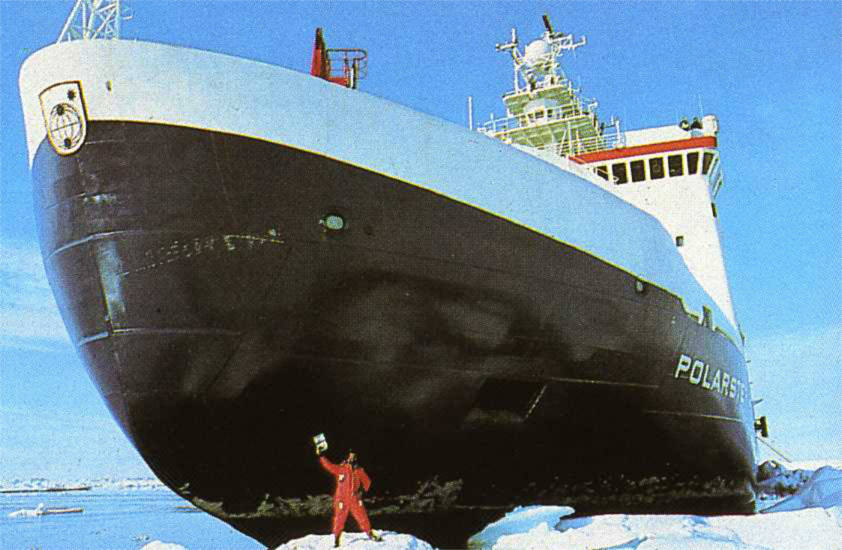
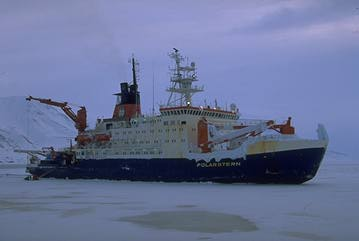
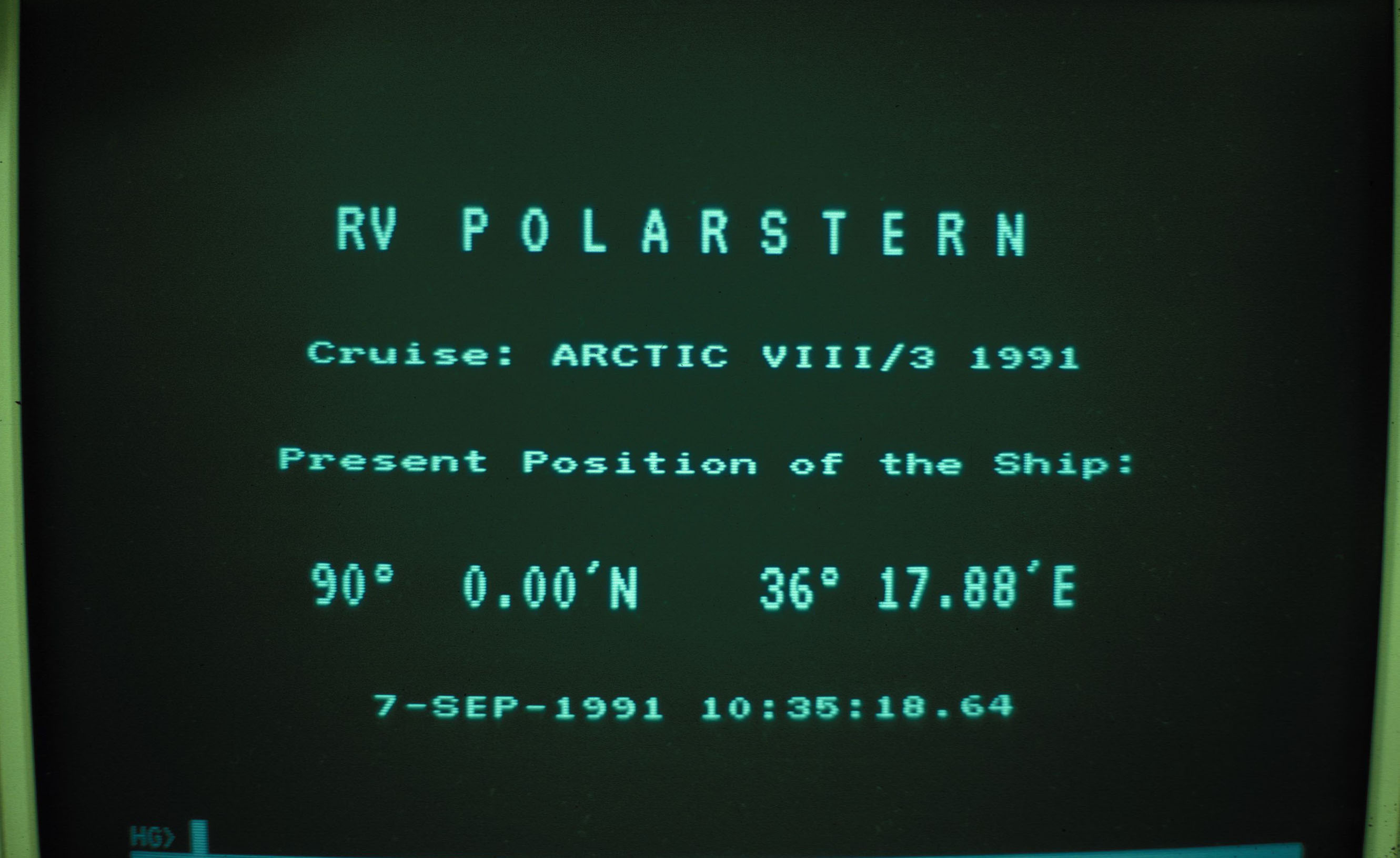
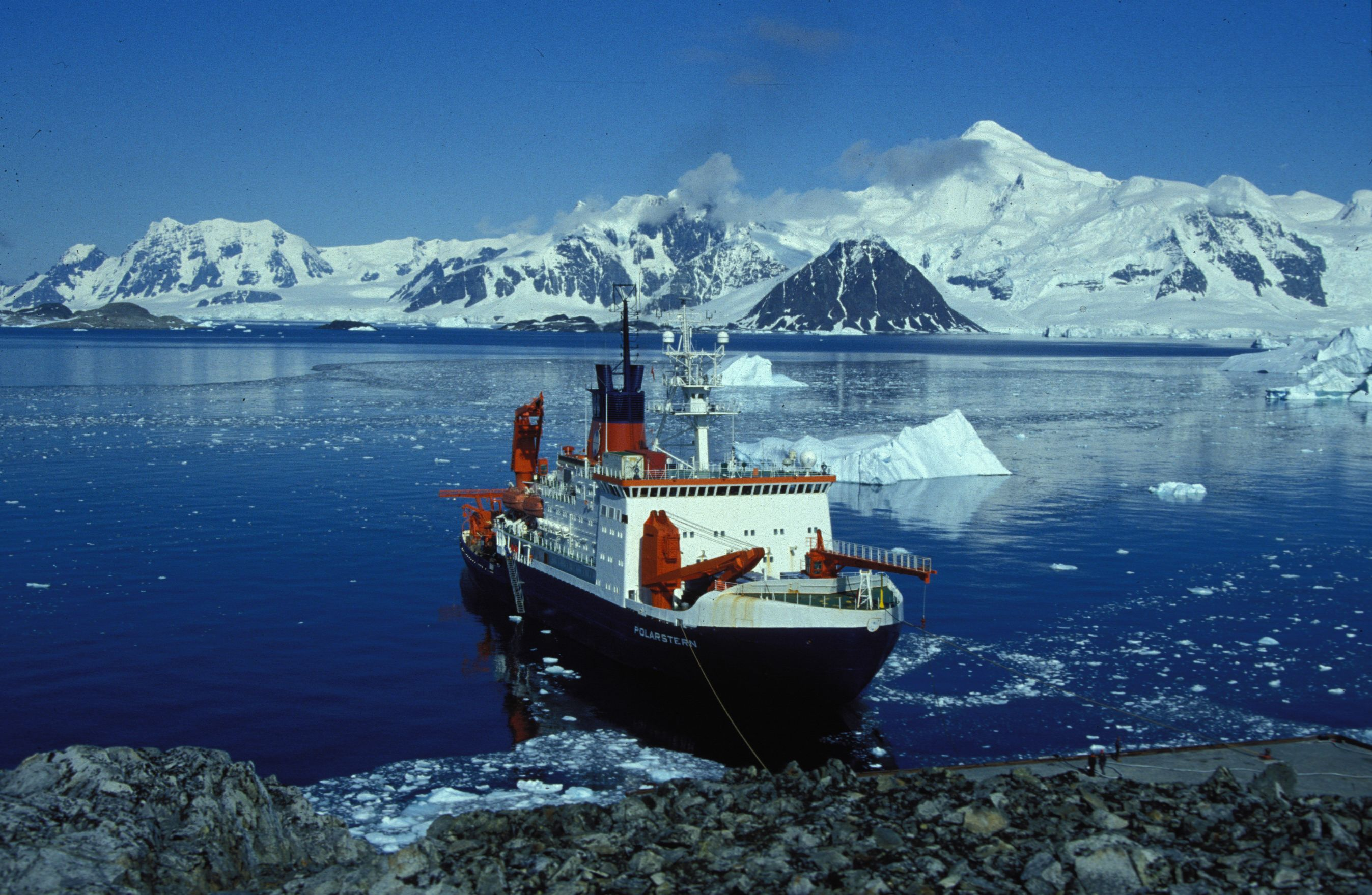
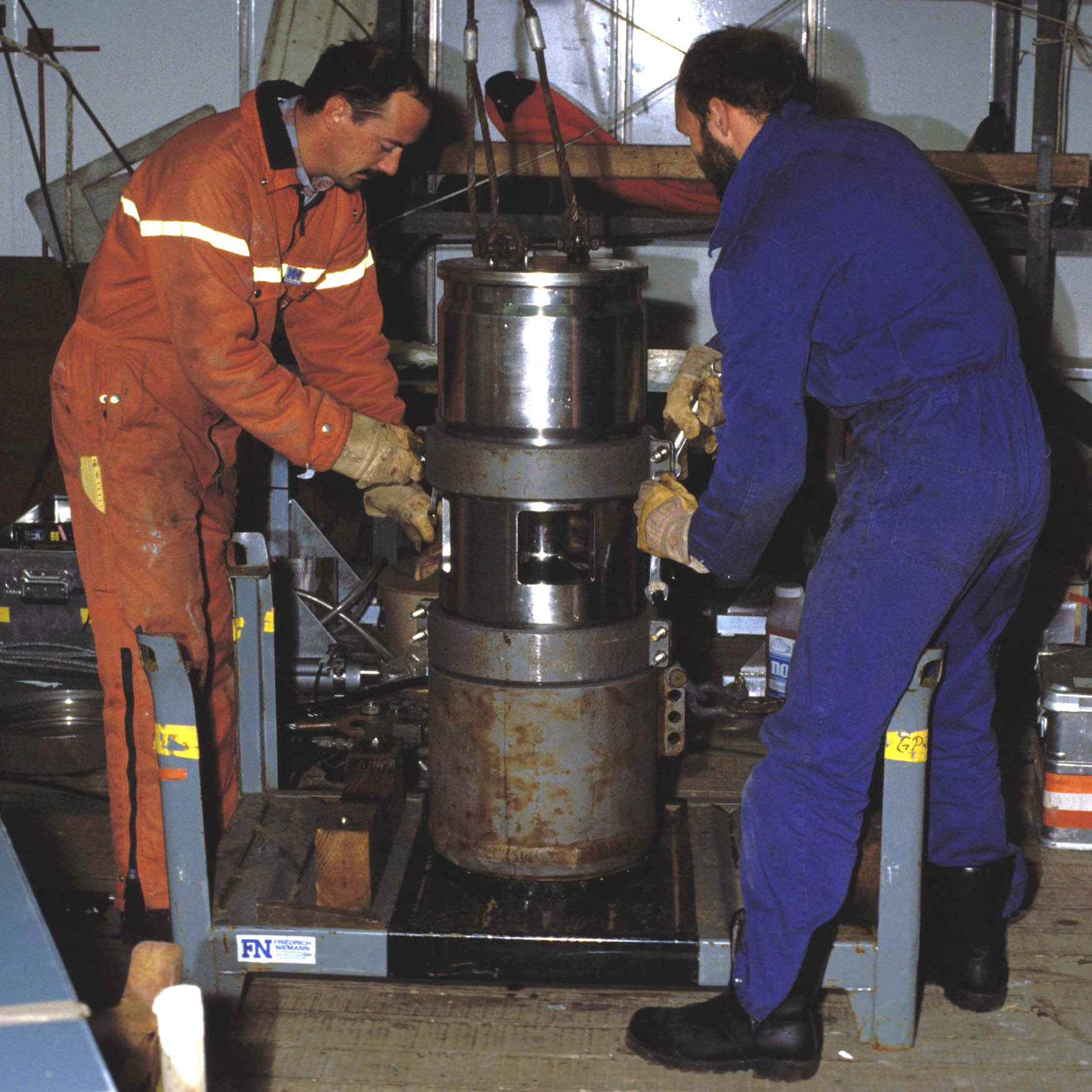
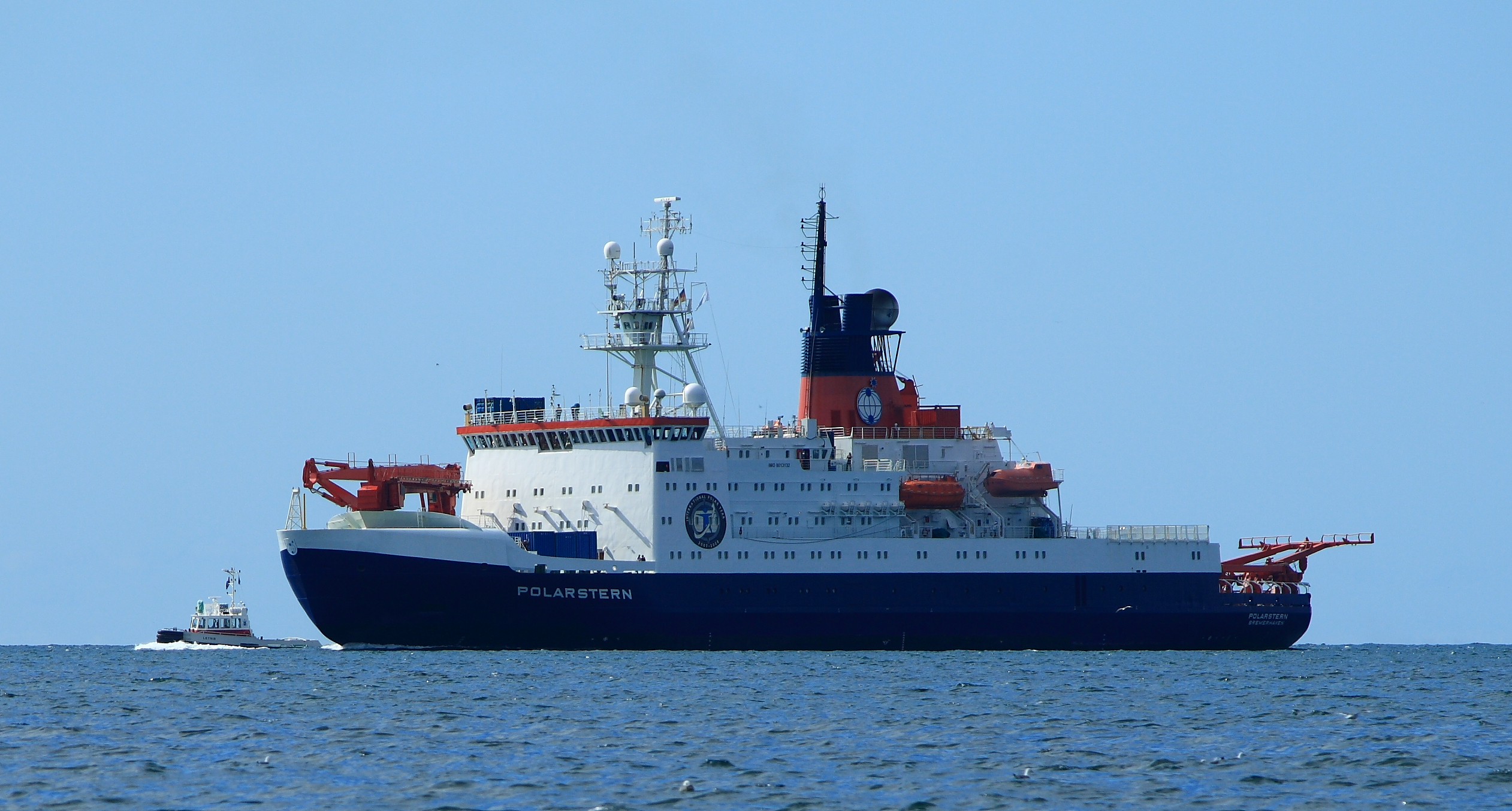